# Inque
Inque Clay est un personnage de fiction créé par Robert Goodman dans l'épisode La Bête noire de la série animée Batman, la relève réalisé par Dan Riba  en 1999.

## Biographie fictive
On ne sait pas grand chose des origines d'Inque, et même si "Inque Clay" est son vrai nom, mais on sait qu'elle est née dans une extrême pauvreté. Son mode de vie précaire a fini par lui inculquer une obsession de l'argent, qui est finalement devenue sa raison d'être. Elle a décidé de choisir la solution de facilité et s'est tournée vers la vie du crime.
Au début de sa jeunesse, elle a eu une fille, Deanna Clay. L'identité du père n'est pas connue ni les circonstances de la naissance de l'enfant. Poursuivie par la police, Inque a été obligée de confier Deanna aux soins de tuteurs anonymes.
Elle devint plus tard une cobaye qui la transforma en métahumaine liquide, prétendument pour une somme d'argent substantielle. Les détails de l'expérience, qui l'a menée ou si la création d'un métamorphe était le véritable objectif restent non divulgués. À partir de ce moment, Inque a mis ses talents en location et est devenue un saboteur et un assassin  auprès d'entreprises pour des honoraires très élevés.Elle devint alors l'une des criminelles les plus recherchées par Interpol. 
Bien qu'elle ne soit jamais revenue pour récupérer sa fille, elle lui verse de l'argent mensuellement.
Engagée par Derek Powers pour saboter l'entreprise du fils de Lucius Fox, elle fut l'un des premiers adversaires du nouveau Batman,Terry McGinnis. Terry et Bruce Wayne la vainquirent en l'enfermant dans de la glace, avant de la livrer à la police.
Elle affronta alors Batman à de nombreuses reprises, semblant le plus souvent mourir avant de réapparaître quelque temps après. Une de ces confrontations la verra croiser sa fille, Deana, qui, après d'apparentes chaleureuses retrouvailles, tentera de la tuer et de lui voler son argent.

## Description

### Physique
Elle est une femme fatale métamorphique, elle peut se changer en un liquide noir, et ainsi devenir ultra-extensible. Son point faible est apparemment l'eau, qui semble la dissoudre.

### Personnalité
Malgré le fait qu'elle soit une ennemie de Batman, on sait que les vols qu'elle commet sont en réalité motivés par un but bien précis: obtenir de l'argent pour qu'on prenne soin de sa fille.
Une erreur compte tenu du fait que le jour où elles se retrouvent, sa fille n'hésite pas à la trahir pour récupérer l'exorbitante somme d'argent qu'Inque a amassée au fil de ses pérégrinations.

## Création du personnage

### Origine du nom
Inque (I.N.K) signifie encre

## Œuvres où le personnage apparaît

### Comics
- 2011 : Batman Beyond vol.4 #8 : Origine et histoire d'Inque

### Séries animées
- Batman, la relève (Batman Beyond, Alan Burnett, Paul Dini, Glen Murakami, Bruce Timm, 1999-2001) avec Shannon Kenny (VF : Ivana Coppola)